# Cantón de Le Parcq
El cantón de Le Parcq era una división administrativa francesa, que estaba situada en el departamento de Paso de Calais y la región de Norte-Paso de Calais.

## Composición
El cantón estaba formado por veinticuatro comunas:
- Auchy-lès-Hesdin
- Azincourt
- Béalencourt
- Blangy-sur-Ternoise
- Blingel
- Éclimeux
- Fillièvres
- Fresnoy
- Galametz
- Grigny
- Incourt
- Le Parcq
- Le Quesnoy-en-Artois
- Maisoncelle
- Neulette
- Noyelles-lès-Humières
- Rollancourt
- Saint-Georges
- Tramecourt
- Vacqueriette-Erquières
- Vieil-Hesdin
- Wail
- Wamin
- Willeman

## Supresión del cantón de Le Parcq
En aplicación del Decreto nº 2014-233 de 24 de febrero de 2014, el cantón de Le Parcq fue suprimido el 22 de marzo de 2015 y sus 24 comunas pasaron a formar parte del nuevo cantón de Auxi-le-Château.